# Ovest (Portogallo)
L'Ovest (Oeste) è una subregione statistica del Portogallo, parte della regione Centro, che comprende parte del distretto di Lisbona e del distretto di Leiria. Confina a nord e a ovest con l'Oceano Atlantico, ad est con il Pinhal Litorale la Lezíria do Tejo e a sud con la Grande Lisbona.

## Suddivisioni
Comprende 12 comuni:
- Alcobaça (Città)
- Alenquer
- Arruda dos Vinhos
- Bombarral
- Cadaval
- Caldas da Rainha (Città; capoluogo dell'Ovest)
- Lourinhã
- Nazaré
- Óbidos
- Peniche (Città)
- Sobral de Monte Agraço
- Torres Vedras (Città)